# Strömsnäsbruk
Strömsnäsbruk – miejscowość (tätort) w Szwecji, w regionie administracyjnym (län) Kronoberg, w gminie Markaryd.
Według danych Szwedzkiego Urzędu Statystycznego liczba ludności wyniosła: 2246 (31 grudnia 2015), 2403 (31 grudnia 2018) i 2352 (31 grudnia 2019).